# Jaciment arqueològic de Mediona-1
Mediona-1 és un jaciment prehistòric del municipi de Mediona (Alt Penedès), inclòs a l'Inventari del Patrimoni Arqueològic i Paleontològic de Catalunya.
Aquest jaciment ha sigut identificat com un abric d'hàbitat amb estructures peribles, amb una cronologia corresponent al Paleolític mitjà.

## Descobriment i historiografia
El jaciment està situat en una zona coneguda com a Vinya d'en Busquets on hi ha la urbanització Monterrey Park, amb 100 metres d'ample i al costat del riu Riudebitlles. El jaciment de l'abric va ser descobert en unes prospeccions l'any 1986 que es van dur a terme seguint les notícies orals de localitzacions de sílex a l'entorn de Capellades i la seva Cinglera del Capelló. Mediona-1 va ser un dels sondeigs escollits. L'any 1987 es va fer una cala a la paret de 4-6 m² i una trinxera de 4 m² fins al límit de la paret de la feixa de la vinya, excavades amb el mètode de coordenades cartesianes Laplace-Méroc i amb quadrícula aèria. L'estratigrafia consisteix, segons l'informe de la campanya del 1987, en un primer moment de 40 cm de gruix de terres de conreu, i un altre nivell a sota amb una calcificació a la part més propera a la paret rocosa que és calcària, més argilosa a la part central i llimosa a l'extrem oposat de la cinglera. Des del 1987 fins al 1995 s'han fet intervencions a l'abric. L'any 1987 es va dur a terme una prospecció i un projecte d'investigació motivat per la Universitat Autònoma de Barcelona, juntament promogut amb el Instituto Arqueológico Alemán. En aquesta campanya els directors van ser Jordi Estévez Escalera, Rafael Mora i Torcal i Gerd Weniger. L'any següent la campanya de juliol i agost de 1988 es va a dur a terme una prospecció i va continuar el mateix equip de direcció de la passada campanya, en aquest any però a la recerca es van incloure com a promotors l'Institut Alemany de Madrid, el CSIC, el CRPES de Girona i el Servei d'arqueologia de la Generalitat dins el programa de Recerques del Paleolític mitjà de Riudebitlles. Durant aquestes intervencions es van fer anàlisis de laboratori a nivell, arqueozoològic, sedimentològic, de granulometria i antracològics. Els anys 1989, 1990 i 1991 les campanyes van estar dirigides per Jordi Estévez i Gerd Weinger, i van ser dirigides i promogudes des de la mateixa Universitat Autònoma de Barcelona. L'any 1992 es va a dur a terme una excavació d'urgència a càrrec de la Generalitat de Catalunya, que va tenir a M. Àngela Taulé i Xavier Terrades com a directors. El 1993, 1994 i 1995 hi va haver un altre projecte d'investigació de la Universitat Autònoma de Barcelona que en aquest cas va tenir a la direcció M. Angela Taulé i Teresa Argelés.

## Troballes arqueològiques
Les característiques edàfiques permeten la conservació de les restes òssies, que apareixen molt fragmentades i amb alteració de la superfície dels ossos. Això és indici d'una intensa ocupació i amb paral·lels a les ocupacions del Paleolític mitjà de l'Abric Romaní. Hi ha un ampli espectre d'espècies caçades, com senglar, grans bòvids, cérvols i èquids. La indústria lítica està elaborada en sílex local amb una tècnica d'ascles i laminar i predomini del retoc simple (rascadors i denticulats).